# Tlogobendung
Tlogobendung is een bestuurslaag in het regentschap Gresik van de provincie Oost-Java, Indonesië. Tlogobendung telt 1921 inwoners (volkstelling 2010).